# 田处达
田处达，北宋初年西南溪峒蛮族大姓豪富，奖州（今湖南省新晃侗族自治县）人。
田处达家族在奖州，史称奖州田氏。宋太祖乾德二年（964年），奖州田氏与溪州、叙州的大姓豪富相互攻击，后被宋朝朝廷招抚，于是停止。开宝九年（976年），入朝北宋都城开封府进贡丹砂、石英。宋太祖任命他为奖州刺史，世领其地。